# NGC 3120
NGC 3120 é uma galáxia espiral barrada (SBbc) localizada na direcção da constelação de Antlia. Possui uma declinação de -34° 13' 15" e uma ascensão recta de 10 horas, 05 minutos e 22,8 segundos.
A galáxia NGC 3120 foi descoberta em 22 de Janeiro de 1838 por John Herschel.